# Parafia św. Wojciecha w Niesułkowie
Parafia św. Wojciecha w Niesułkowie – parafia rzymskokatolicka, znajdująca się w archidiecezji łódzkiej, w dekanacie strykowskim.
Według stanu na miesiąc luty 2017 liczba wiernych w parafii wynosiła 640 osób.